# Ordin de mărime

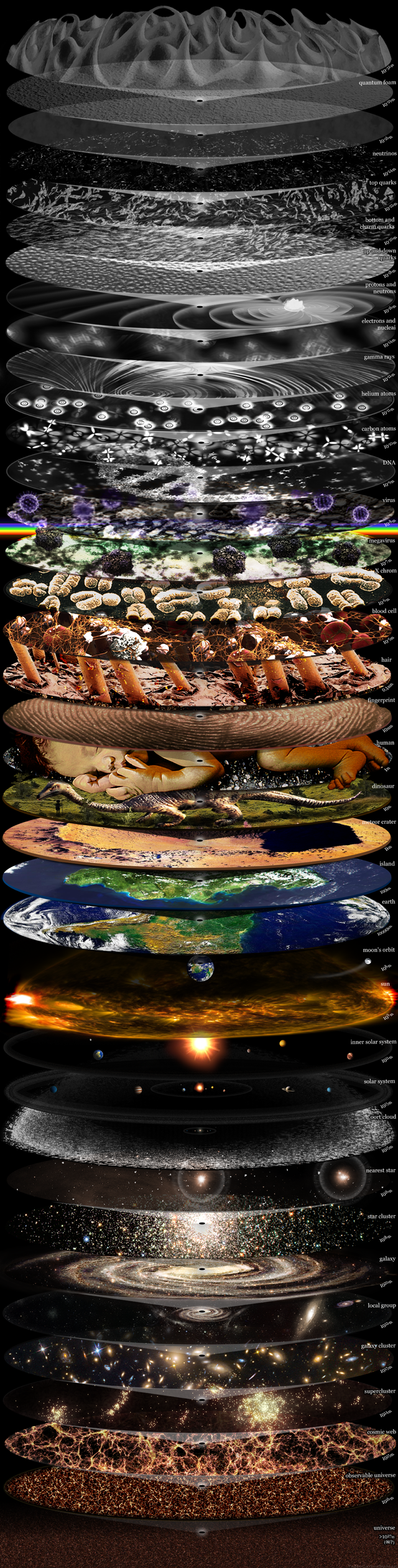
Obiecte care se încadrează în diferite ordine de mărime.

Un ordin de mărime este un număr care reprezintă într-un mod simplificat, dar aproximativ, măsurarea unei mărimi fizice. Acest număr, cel mai adesea o putere de 10, este utilizat în special pentru a comunica valori foarte mari sau foarte mici, cum ar fi diametrul Sistemului Solar sau sarcina unui electron.
În limba română, numerele mai mari de un miliard nu sunt clar definite, ba uneori dicționarele oferă informații aparent contradictorii; de exemplu DEX 2009 definește trilion ca „un miliard de miliarde” în timp ce Micul dicționar academic 2010 îl definește ca „o mie de miliarde” și ca „un miliard de miliarde”  fără să specifice că sunt utilizate scări diferite.

## Uilizare
Ordinele de mărime sunt utilizate pentru a face comparații aproximative. Dacă numerele diferă cu un ordin de mărime, x este de aproximativ zece ori diferit în cantitate față de y. Dacă valorile diferă cu două ordine de mărime, acestea diferă cu un factor de aproximativ 100.
| În cuvinte (scara lungă) | În cuvinte (scara scurtă) | Prefix (Simbol) | Decimal                    | Putere a lui 10 | Ordin de mărime |
| ------------------------ | ------------------------- | --------------- | -------------------------- | --------------- | --------------- |
| cvadrionime              | septionimie               | yocto- (y)      | 0,000000000000000000000001 | 10−24           | −24             |
| triliardionimie          | sextionimie               | zepto- (z)      | 0,000000000000000000001    | 10−21           | −21             |
| trilionimie              | cvintionimie              | atto- (a)       | 0,000000000000000001       | 10−18           | −18             |
| biliardinomie            | cvadrionime               | femto- (f)      | 0,000000000000001          | 10−15           | −15             |
| bilionime                | trilionime                | pico- (p)       | 0,000000000001             | 10−12           | −12             |
| miliardime               | bilionime                 | nano- (n)       | 0,000000001                | 10−9            | −9              |
| milionime                | milionime                 | micro-          | 0,000001                   | 10−6            | −6              |
| miime                    | miime                     | mili- (m)       | 0,001                      | 10−3            | −3              |
| sutime                   | sutime                    | centi- (c)      | 0,01                       | 10−2            | −2              |
| a zecea parte            | a zecea parte             | deci- (d)       | 0,1                        | 10−1            | −1              |
| unu                      | unu                       |                 | 1                          | 100             | 0               |
| zece                     | zece                      | deca- (da)      | 10                         | 101             | 1               |
| sută                     | sută                      | hecto- (h)      | 100                        | 102             | 2               |
| mie                      | mie                       | kilo- (k)       | 1000                       | 103             | 3               |
| milion                   | milion                    | mega- (M)       | 1000                       | 106             | 6               |
| miliard                  | bilion                    | giga- (G)       | 1000                       | 109             | 9               |
| bilion                   | trilion                   | tera- (T)       | 1000                       | 1012            | 12              |
| biliard                  | cvadrilion                | peta- (P)       | 1000                       | 1015            | 15              |
| trilion                  | cvintilion                | exa- (E)        | 1000                       | 1018            | 18              |
| triliard                 | sextilion                 | zetta- (Z)      | 1000                       | 1021            | 21              |
| cvadrilion               | septilion                 | yotta- (Y)      | 1000                       | 1024            | 24              |
| În cuvinte (scara lungă) | În cuvinte (scara scurtă) | Prefix (Simbol) | Decimal                    | Putere a lui 10 | Ordin de mărime |